# Gare de Diamniadio
La gare de Diamniadio est une gare ferroviaire située dans la ville nouvelle de Diamniadio, au Sénégal.
Située sur la ligne de Dakar au Niger, elle est desservie par la ligne du TER de Dakar depuis 2021, par les Grands trains du Sénégal et sa liaison ferroviaire Diamniadio-Thiès depuis 2024.
En attendant la mise en service de la phase II du TER, une liaison routière est mise en place vers l'aéroport international Blaise-Diagne (AIBD) en partenariat avec Dakar Dem Dikk.

## Histoire
La gare est entrée en service commercial le 28 décembre 2021, conçue par l'architecte sénégalaise Fatiya Diene Mazza dans le cadre du projet de TER et du Plan Sénégal Emergent (PSE), alors qualifiée de « symbole de l'essor du Sénégal »,.
Elle a été inaugurée en janvier 2019 pour un trajet d'inauguration du Train express régional (TER) qui relie Dakar à l'aéroport international Blaise-Diagne en passant par Diamniadio et en reprenant le parcours du PTB.
Le 28 février 2024, une liaison ferroviaire pour le transport de voyageurs reliant la gare de Thiès, réhabilitée, à la gare TER de Diamniadio est mise en service,

## Desserte
Elle est desservie par les trains de la ligne Dakar-AIBD du TER de Dakar depuis décembre 2021.

## Services proposés aux voyageurs
- Bagagerie
- Café - Bar
- Toilettes
- Salle d'attente